# Wei Xu
Wei Xu (chinesisch 魏續 / 魏续, Pinyin Wèi Xù) war ein General des Warlords Lü Bu in der späten Han-Zeit und zur Zeit der Drei Reiche im alten China.
Als im Jahre 198 der Warlord Cao Cao Lü Bu in Xiapi belagerte, entführten Wei Xu, Hou Cheng und Song Xian Lü Bus obersten Ratgeber Chen Gong und flohen. Auch Lü Bu selbst wurde bald darauf gefangen genommen und hingerichtet. Wei Xus weiteres Schicksal ist unbekannt.

## In der Fiktion
Die Figur des Wei Xu erhält im Roman Die Geschichte der Drei Reiche von Luo Guanzhong ein klareres Profil. In Kapitel 19 wird Wei Xus Kollege und Freund Hou Cheng von Lü Bu verprügelt, weil er das Alkoholverbot gebrochen hatte. Die verärgerten Männer verschwören sich mit Song Xian und verraten Lü Bu an Cao Cao.
Im Schutz der Nacht stiehlt Hou Cheng Lü Bus berühmtes Schlachtross Roter Hase und reitet mit ihm zu Cao Caos Lager. Bei Cao Caos Angriff am nächsten Morgen verteidigt Lu Bu persönlich die Mauern bis zum Mittag. Dann macht er ein Schläfchen auf der Stadtmauer, weil er erschöpft war. Song Xian und Wei Xu fesseln ihn und zeigen Cao Cao eine weiße Fahne. Dann warfen sie Lü Bus Hellebarde vor die Mauern, und nach kurzer Zeit war die Stadt in Cao Caos Händen.
In Kapitel 25 wird Song Xian von Yuan Shaos General Yan Liang während der Schlacht von Baima im Duell getötet. Wei Xu, der seinen Freund rächen will, wird auch erschlagen.
| Personendaten    | Personendaten                      |
| ---------------- | ---------------------------------- |
| NAME             | Wei Xu                             |
| KURZBESCHREIBUNG | General der Han-Dynastie           |
| GEBURTSDATUM     | 2. Jahrhundert                     |
| GEBURTSORT       | China                              |
| STERBEDATUM      | 2. Jahrhundert oder 3. Jahrhundert |
| STERBEORT        | China                              |